# Gonçal de Mondoñedo
|  | Per a altres significats, vegeu «Sant Gonçal». |

Gonçal o Gundisalvus (ca. 1040–ca. 1108), va ser un clergue gallec, bisbe de Mondoñedo. Encara que no ha estat canonitzat oficialment, des de poc després de la seva mort va ser venerat com a sant pel poble. Té culte local i la seva festivitat se celebra el 25 de novembre.
La seva historicitat és discutida: les dades sobre el bisbe Gonçal real, del segle xi, no coincideixen amb les d'una suposada invasió musulmana o normanda que el sant bisbe va evitar, que només podria haver passat al segle ix o X (971). En tot cas, es pot tractar d'una llegenda atribuïda posteriorment al bisbe real, que contribuiria a la seva veneració.

## Vida
De família noble, potser de la casa dels Traba, va ser elegit bisbe de la diòcesi de Mondoñedo (llavors amb seu a San Martiño de Mondoñedo, municipi de Foz) cap al 1070. Era germà, segons algunes fonts, de Pedro Fróilaz de Traba. Si va accedir al bisbat a l'edat de trenta anys (era el mínim marcat llavors per poder-ho fer), deuria haver nascut cap al 1040.
La diòcesi de Mondoñedo era pobre, amb poques rendes, i contínuament exposada a atacs de gents arribades per mar; els bisbes tenien menys poder i riquesa que els abats del proper monestir de Lorenzana. Gonçal va intentar lluitar contra aquesta situació i garantir la integritat de la diòcesi, tot i que no ho aconseguí. L'arquebisbe de Santiago de Compostel·la, Diego Gelmírez, aconseguí arrabassar-ne territoris, com també la diòcesi de Braga. Tampoc no aconseguí privilegis d'Alfons VI de Castella sobre unes terres de Lorenzana.
En 1102, Diego Gelmírez tornà a disputar-li la jurisdicció sobre Bezoucos, Trasancos i Seaya, fins llavors pertanyents a Mondoñedo. La qüestió es presentà al concili de Carrión de los Condes i el 4 de febrer de 1103, l'arquebisbe de Toledo va ordenar a Gonçal cedir els territoris. L'abril del mateix anys, el papa Pasqual II envià una carta a Gonçal i als bisbes de Santiago, Astorga i Coïmbra requerint-los perquè respectessin l'autoritat del metropolità, l'arquebisbe de Braga. Gerard de Braga aprofità la situació i el papa requerí Gonçal perquè cedís els territoris en disputa amb Braga. Gonçal va apel·lar a la Cúria Romana, i el 1104, representants de Mondoñedo i Braga es presentaren davant del papa; Gonçal va perdre, però, el 1105, tot i que els debats van continuar i només es van resoldren el 1122.
Gonçal va morir el 1108 o 1109. Va ser sebollit a San Martiño de Mondoñedo i aviat va començar a ser venerat. No ha estat oficialment canonitzat.

## Veneració
Àviat començaren a explicar-se miracles esdevinguts a la seva tomba i durant la seva vida, formant-se un culte immemorial al seu voltant, encara que la Santa Seu mai no l'hagi canonitzat. El 1642 el seu sepulcre va ser obert pel bisbe Francisco de Torres, trobant-hi intactes el bàcul i els ornaments episcopals. Avui se'n conserven el bàcul, (conservat al MNAC), de fusta i coure, i l'anell d'or del segle ix, amb una pedra de quars talla amb quatre caps petits d'au.
Cap al 1672, el bisbe visitador Sebastián de Arévalo va prohibir el culte a Gonçal, ja que no havia estat ni beatificat, aconsellant canviar les dedicacions de l'ermita i altres capelles per les de Sant Rossend o Sant Nicolau. En voler continuar el viatge, la mula amb què viatjava, que era molt mansa, s'havia enfurismat i no volia marxar. El bisbe, admirat, va entendre que era un senyal diví i va reunir els feligresos de San Martiño de Mondoñedo, exhortant-los a continuar venerant Gonçal, i reconeixent-ne així la santedat i el culte immemorial. Només llavors la mula va voler seguir el trajecte.

### Llegendes
La llegenda més coneguda del sant diu que amb les seves pregàries havia evitat que una flota enemiga, que amenaçava la ria de Foz, arribés a la costa: el bisbe havia conduït tot el poble fins dalt d'un turó de Foz (l'Alto de Grela o Monte do Bispo Santo), des d'on es podia veure la flota i allí van pregar tots plegats; cada cop que el bisbe, ja gran i cansat, s'agenollava, desapareixia enfonsada una nau, quedant-ne només perquè pogués donar notícia del fet. Altres versions diuen que, en pregar, una gran tempesta va enfonsar-les. Al turó es va aixecar una ermita, el dissabte anterior a la Pasqua granada, té lloc un aplec en honor del sant. Prudencio de Sandoval, al segle xvi, aventura que es tractava de la flota musulmana d'Abd-el-Hamu't, però altres autors assenyalen que era una flota normanda de pirates, la qual cosa s'esdevenia als segles IX o X, però no al segle xi.
Al costat de l'antiga catedral de San Martiño hi ha la font Da Zapata, que va brollar, diu la tradició, quan el bisbe Gonçal va llençar una sabata a terra.